# Semiothisa phanerophleps
Semiothisa phanerophleps är en fjärilsart som beskrevs av Dyar 1913. Semiothisa phanerophleps ingår i släktet Semiothisa och familjen mätare. Inga underarter finns listade i Catalogue of Life.